# 日の出町
日の出町（ひのでまち）は、東京都の多摩地域西部に位置し、西多摩郡に属する町。

## 概要
都心からは約50kmの位置にあり、秩父多摩甲斐国立公園の表玄関口にあたる。
町名の由来は「日の出山」がある事から、東京都総務局長で後に1958年衆院選で自由民主党から出馬して代議士となった細田義安によって命名された。
西多摩郡に属し、東京都本土及び多摩地域に3つある町のひとつ。町内に中曽根康弘元総理の別荘である日の出山荘がある。青梅市・あきる野市に隣接しており、あきる野市への通勤率は14.6%（平成22年国勢調査）。
2002年（平成14年）に首都圏中央連絡自動車道が開通した効果で、企業進出により約2,000人の雇用が増加した。

## 地理

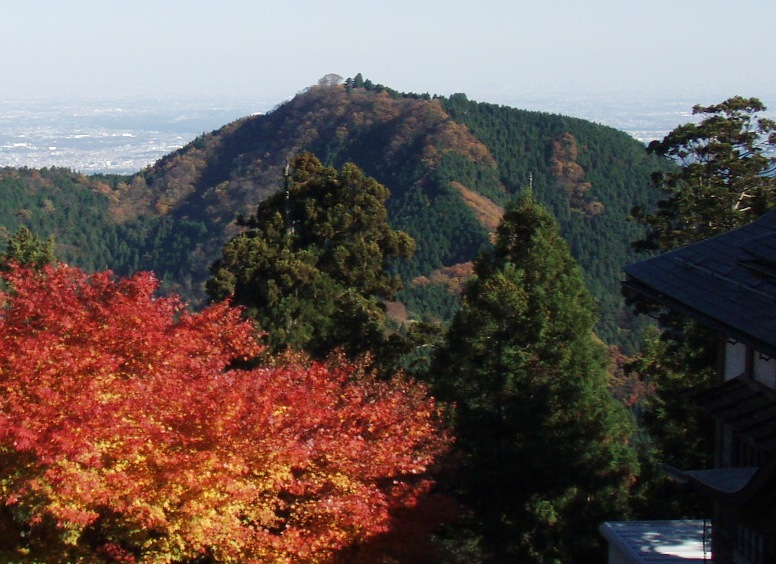
日の出山

大きく平井地区（東部）大久野地区（西部）に分けられる。
- 字 :

| 字     | |  |
| ------ | --- |  |
| 平井   | 大字平井谷の入 大字平井宮本・足下田 大字平井谷戸 大字平井塩田・狩宿・中野 大字平井本宿 大字平井道場 大字平井三吉野１ 大字平井三吉野２ 大字平井三吉野３ 大字平井三吉野４ 大字平井中野３ 大字平井中野２ 大字平井中野１ 大字平井三吉野５ 大字平井三吉野６ 大字平井肝要・松尾・三ツ沢 |  |
| 大久野 | 大字大久野落合 大字大久野萱窪 大字大久野羽生 大字大久野幸神 大字大久野新井 大字大久野岩井 大字大久野細尾 大字大久野肝要・松尾・三ツ沢 大字大久野長井 大字大久野水口 大字大久野坊平・北原・坂本 大字大久野玉の内                                                                   |  |

- 山 : 日の出山（標高902m）
- 河川: 平井川、大久野川

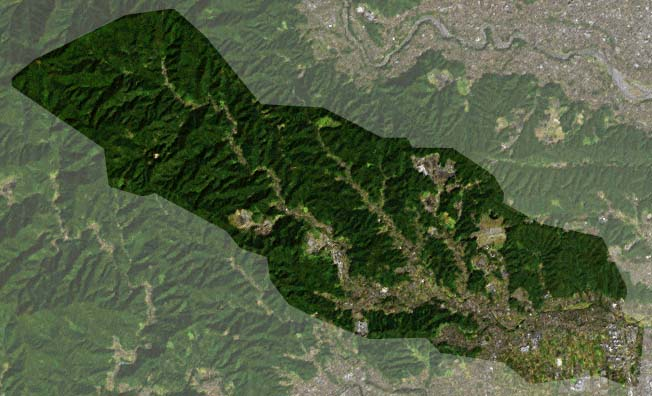
町域
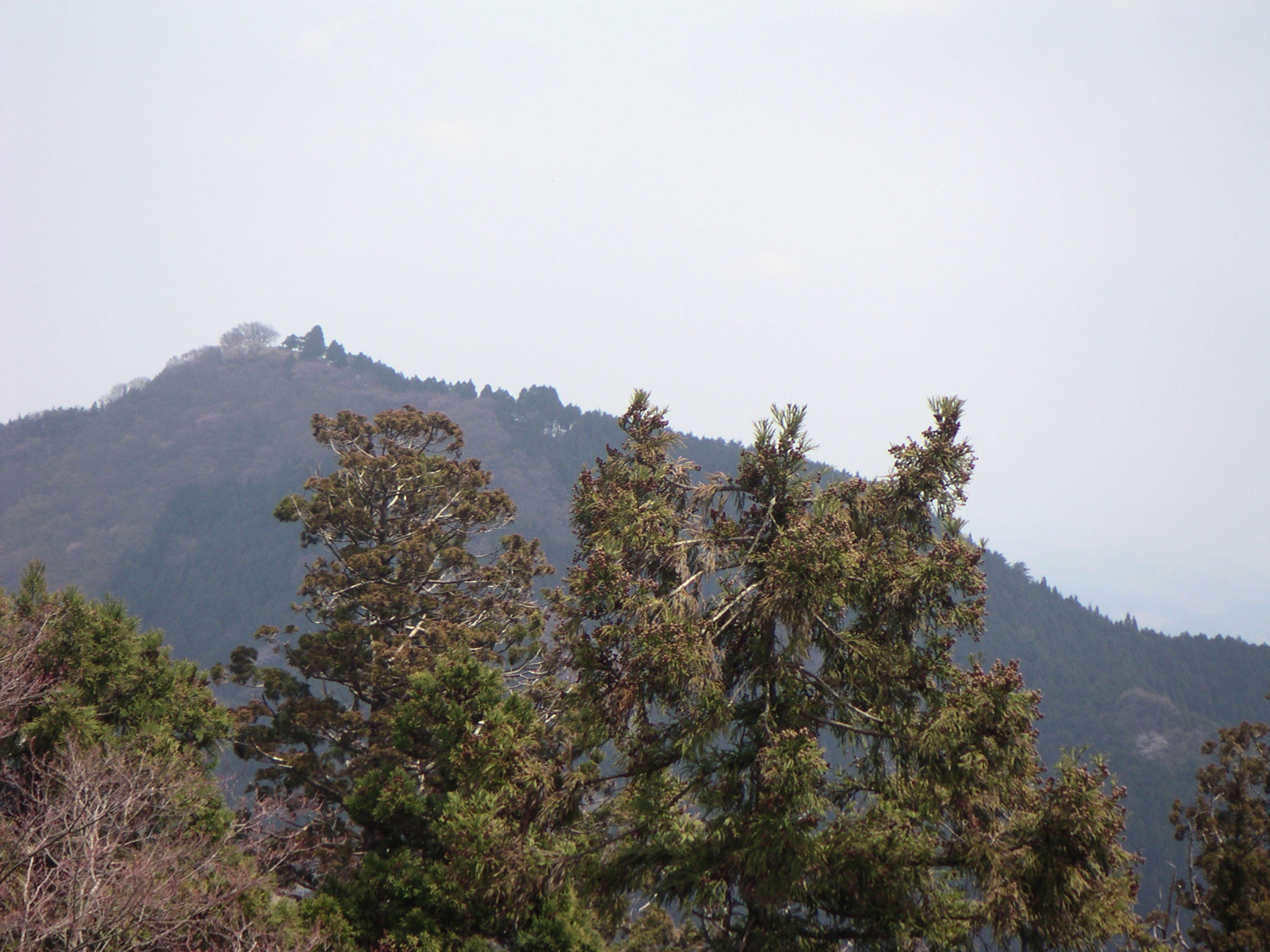
日の出山、御岳山山頂付近から
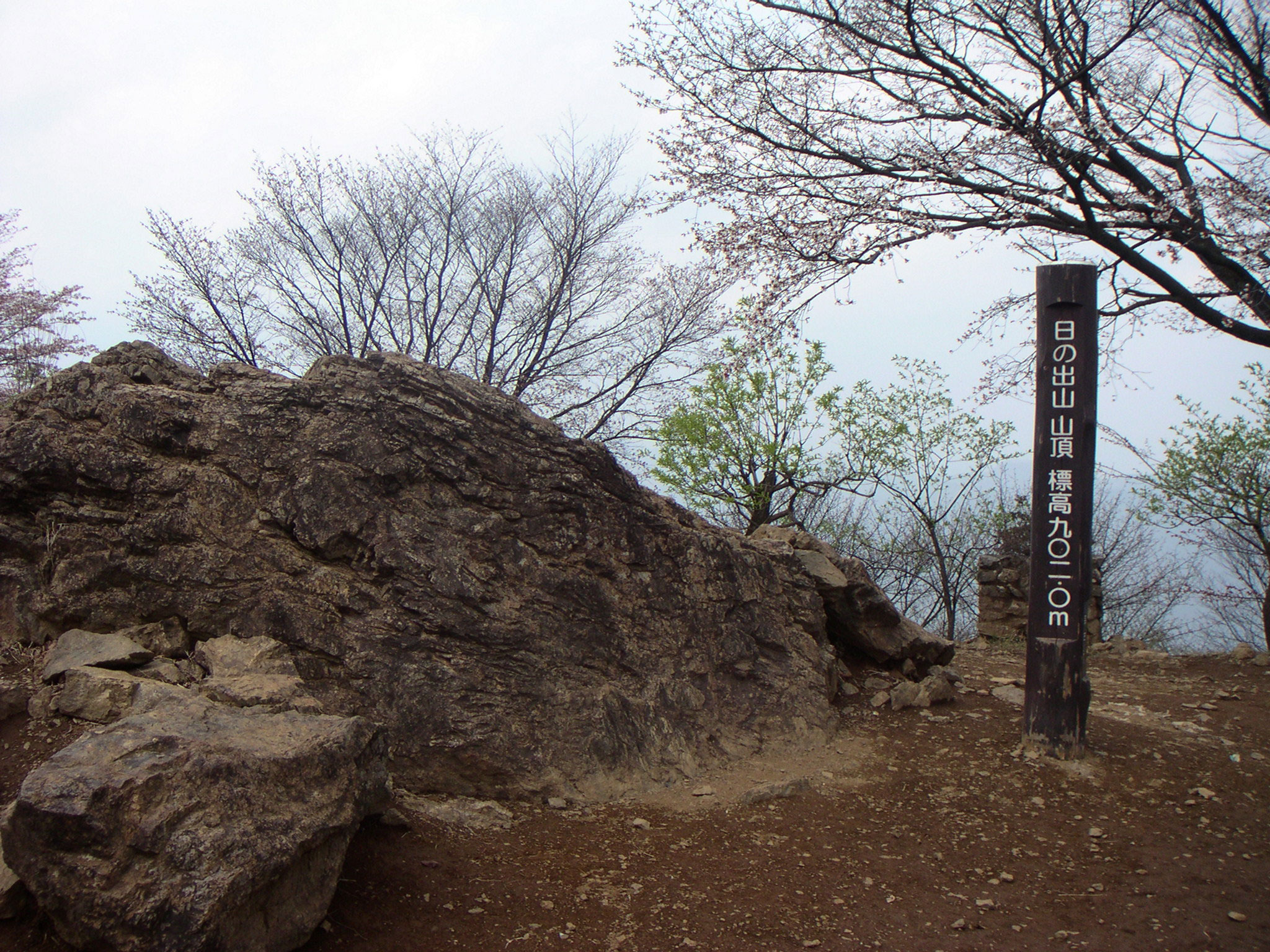
日の出山山頂
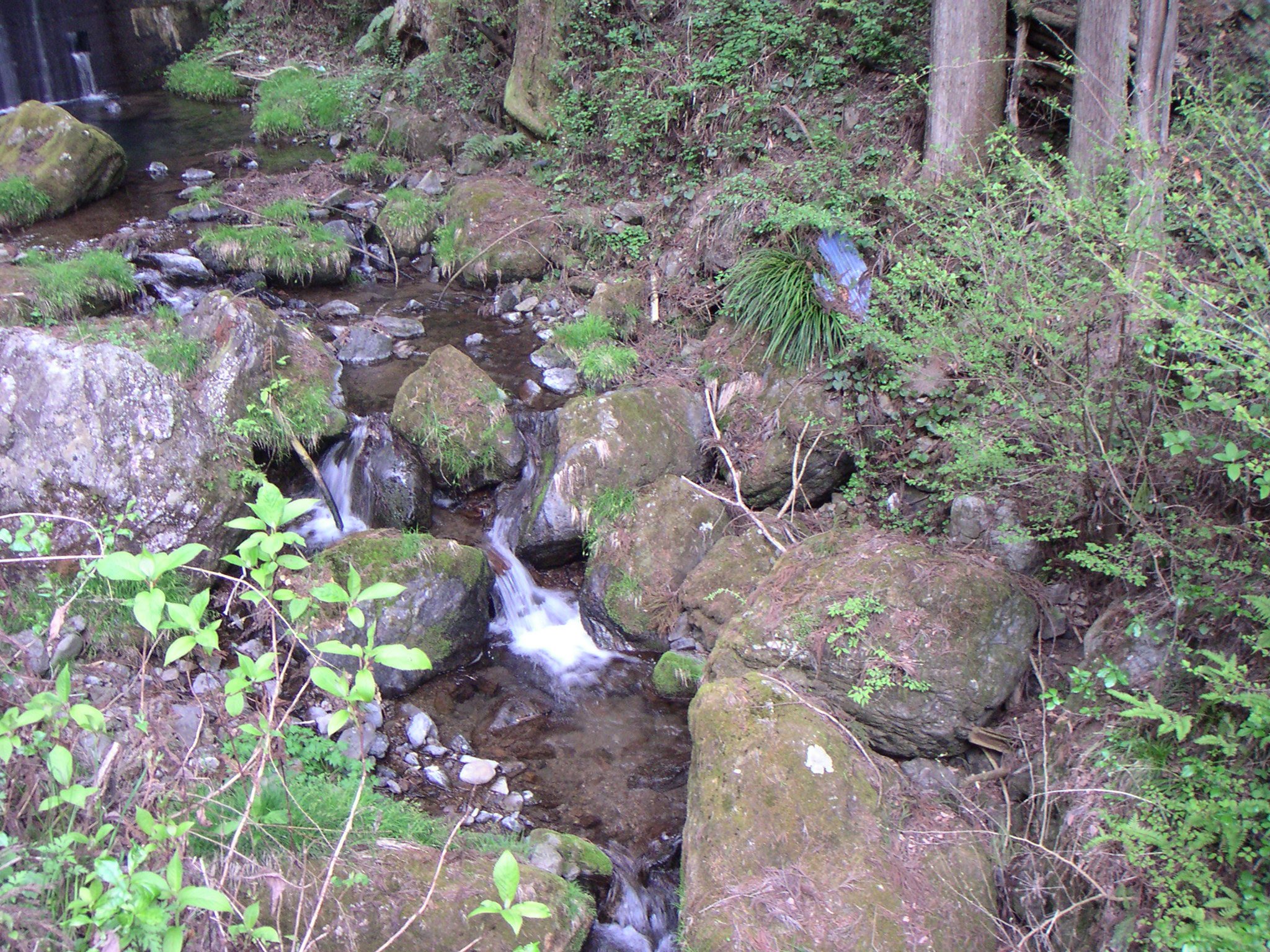
平井川
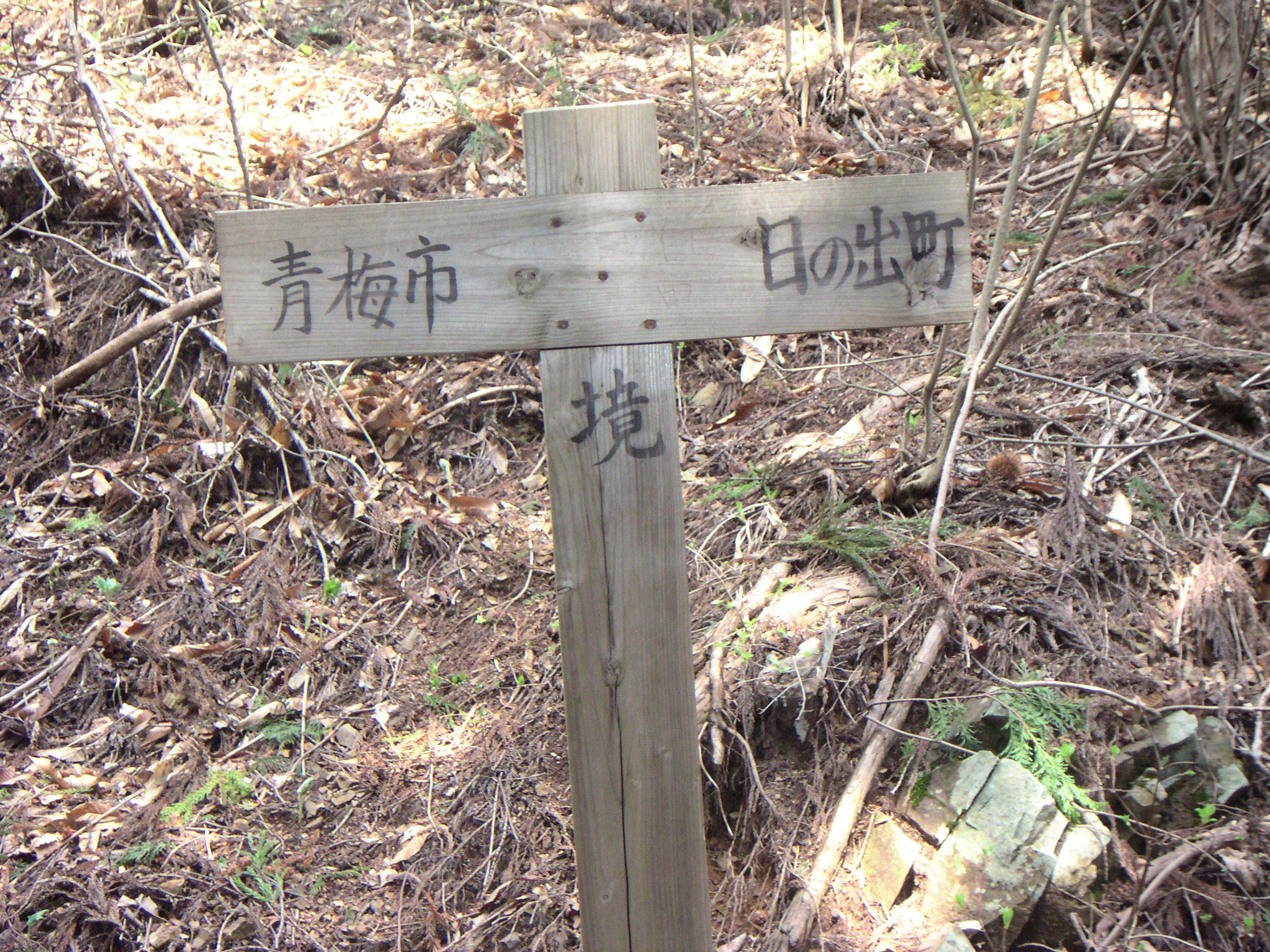
青梅市と日の出町の境、日の出山山頂付近

### 隣接する自治体
- 青梅市
- あきる野市

## 歴史

### 年表
- 1955年（昭和30年）6月1日 - 西多摩郡大久野村、平井村が新設合併し、日の出村が発足。
- 1974年（昭和49年）6月1日 - 町制施行し、日の出町となる。
- 2002年（平成14年）3月29日 - 首都圏中央連絡自動車道日の出インターチェンジが供用開始。

### 要人訪問

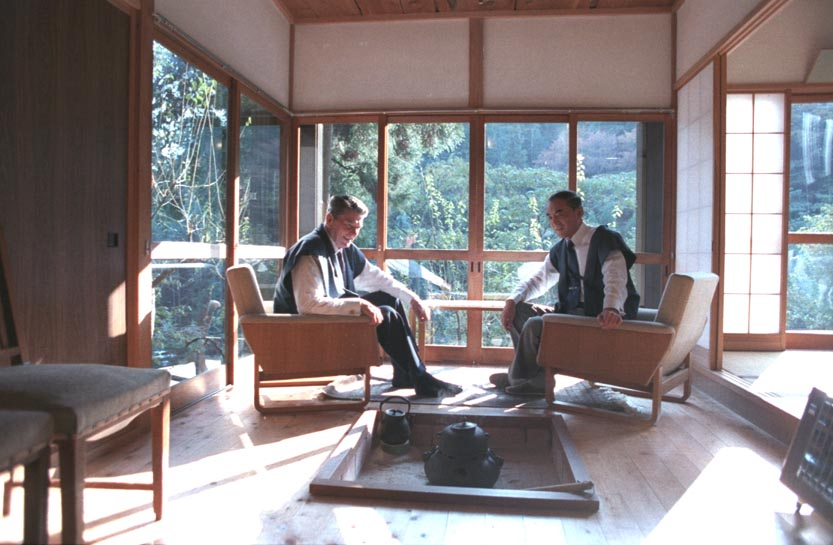
日の出山荘での中曽根（右）とレーガン

- ロナルド・レーガン（アメリカ大統領）

1983年11月、中曽根康弘首相（当時）が所有していた町内の別荘、日の出山荘が日米会談の場所として使用された。ロンヤス饅頭や山荘最中といった便乗商品も登場し、レーガン大統領からは訪問記念にハナミズキの苗木が贈られた。
- ミハイル・ゴルバチョフ（元ソビエト連邦初代大統領）
- トーマス・フォーリー（駐日アメリカ合衆国大使）

いずれも日の出山荘で中曽根と会談。

## 人口
人口は16,334人（2025年5月1日現在）。
| |                                          |  |
| 日の出町と全国の年齢別人口分布（2005年） | 日の出町の年齢・男女別人口分布（2005年） |  |
| ■紫色 ― 日の出町 ■緑色 ― 日本全国 | ■青色 ― 男性 ■赤色 ― 女性                |  |
| 日の出町（に相当する地域）の人口の推移 \| 1970年（昭和45年） \| 8,835人 \| \| \| 1975年（昭和50年） \| 11,463人 \| \| \| 1980年（昭和55年） \| 13,854人 \| \| \| 1985年（昭和60年） \| 15,787人 \| \| \| 1990年（平成2年） \| 16,444人 \| \| \| 1995年（平成7年） \| 16,701人 \| \| \| 2000年（平成12年） \| 16,631人 \| \| \| 2005年（平成17年） \| 15,941人 \| \| \| 2010年（平成22年） \| 16,650人 \| \| \| 2015年（平成27年） \| 17,446人 \| \| \| 2020年（令和2年） \| 16,958人 \| \| |                                          |  |
| 総務省統計局 国勢調査より |                                          |  |
| 1970年（昭和45年） | 8,835人                                  |  |
| 1975年（昭和50年） | 11,463人                                 |  |
| 1980年（昭和55年） | 13,854人                                 |  |
| 1985年（昭和60年） | 15,787人                                 |  |
| 1990年（平成2年） | 16,444人                                 |  |
| 1995年（平成7年） | 16,701人                                 |  |
| 2000年（平成12年） | 16,631人                                 |  |
| 2005年（平成17年） | 15,941人                                 |  |
| 2010年（平成22年） | 16,650人                                 |  |
| 2015年（平成27年） | 17,446人                                 |  |
| 2020年（令和2年） | 16,958人                                 |  |

## 行政

### 町長
- 町長：東亨（2025年4月11日就任、1期目）

| 代   | 氏名       | 就任日        | 退任日        | 備考                                       |
| ---- | ---------- | ------------- | ------------- | ------------------------------------------ |
| 初代 | 志茂忠雄   | 1955年7月10日 | 1967年6月1日  | 日の出村長として就任。                     |
| 2代  | 森田清     | 1967年6月2日  | 1978年3月6日  | 1974年6月1日に町制施行し、日の出町となる。 |
| 3代  | 宮岡武一   | 1978年4月16日 | 1990年4月15日 |                                            |
| 4代  | 青木國太郎 | 1990年4月16日 | 2010年4月15日 |                                            |
| 5代  | 橋本聖二   | 2010年4月16日 | 2021年2月21日 | 任期中に死去                               |
| 6代  | 田村みさ子 | 2021年4月11日 | 2025年4月10日 |                                            |
| 7代  | 東亨       | 2025年4月11日 | 現職          |                                            |

- 町役場へのアクセス
  - JR五日市線武蔵増戸駅より徒歩20分以上
  - JR五日市線秋川駅、武蔵五日市駅、JR青梅線福生駅より西東京バスで文化の森入口下車

## 議会

### 東京都議会
2021年東京都議会議員選挙
- 選挙区：西多摩選挙区（福生市、羽村市、あきる野市、瑞穂町、日の出町、檜原村、奥多摩町）
- 定数：2人
- 任期：2021年7月23日 - 2025年7月22日
- 投票日：2021年7月4日
- 当日有権者数：205,078人
- 投票率：35.79％

| 候補者名 | 当落 | 年齢 | 党派名             | 新旧別 | 得票数   |
| -------- | ---- | ---- | ------------------ | ------ | -------- |
| 清水康子 | 当   | 54   | 都民ファーストの会 | 現     | 27,748票 |
| 田村利光 | 当   | 50   | 自由民主党         | 現     | 26,507票 |
| 宮崎太朗 | 落   | 41   | 立憲民主党         | 新     | 15,077票 |
| 高沢一成 | 落   | 47   | 無所属             | 新     | 2,126票  |
| 角田統領 | 落   | 72   | 諸派               | 新     | 555票    |

2017年東京都議会議員選挙
- 選挙区：西多摩選挙区
- 定数：2人
- 投票日：2017年7月2日
- 当日有権者数：209,019人
- 投票率：47.21％

| 候補者名 | 当落 | 年齢 | 党派名             | 新旧別 | 得票数   |
| -------- | ---- | ---- | ------------------ | ------ | -------- |
| 清水康子 | 当   | 50   | 都民ファーストの会 | 新     | 33,526票 |
| 田村利光 | 当   | 50   | 自由民主党         | 新     | 27,771票 |
| 島田幸成 | 落   | 49   | 無所属             | 現     | 23,468票 |
| 西村雅人 | 落   | 50   | 日本共産党         | 新     | 12,469票 |

### 衆議院
- 選挙区：東京25区 （青梅市、昭島市、福生市、あきる野市、羽村市、瑞穂町、日の出町、檜原村、奥多摩町）
- 任期：2021年10月31日 - 2025年10月30日
- 投票日：2021年10月31日
- 当日有権者数：413,266人
- 投票率：54.90％

| 当落 | 候補者名 | 年齢 | 所属党派   | 新旧別 | 得票数    | 重複 |
| ---- | -------- | ---- | ---------- | ------ | --------- | ---- |
| 当   | 井上信治 | 52   | 自由民主党 | 前     | 131,430票 | ○    |
|      | 島田幸成 | 53   | 立憲民主党 | 新     | 89,991票  | ○    |

## 経済・産業
- スギ・ヒノキ等林業が盛んで、質の良い木材として知られている。
- スギ・ヒノキの植林がされたため、林業・製材業も行われている。木材加工の分野では卒塔婆の生産が盛んであり、全国生産量の6割〜7割を占め、日本一の量を誇る。
- 山間部では石灰岩を産するため、早くからセメント工場が稼動し、1920年代には町域の西部に輸送用の鉄道も敷かれた。
- 近年では東部の平地三吉野地区に工業団地が建設されている。
- トマトの生産が盛んで、トマトを使ったご当地グルメもイベントで度々出展している。
- 名物みやげとして、地元の和菓子店・幸神堂が製造する「ロンヤスまんじゅう」がある[4]。

### 日の出町に事業所を置く主な企業

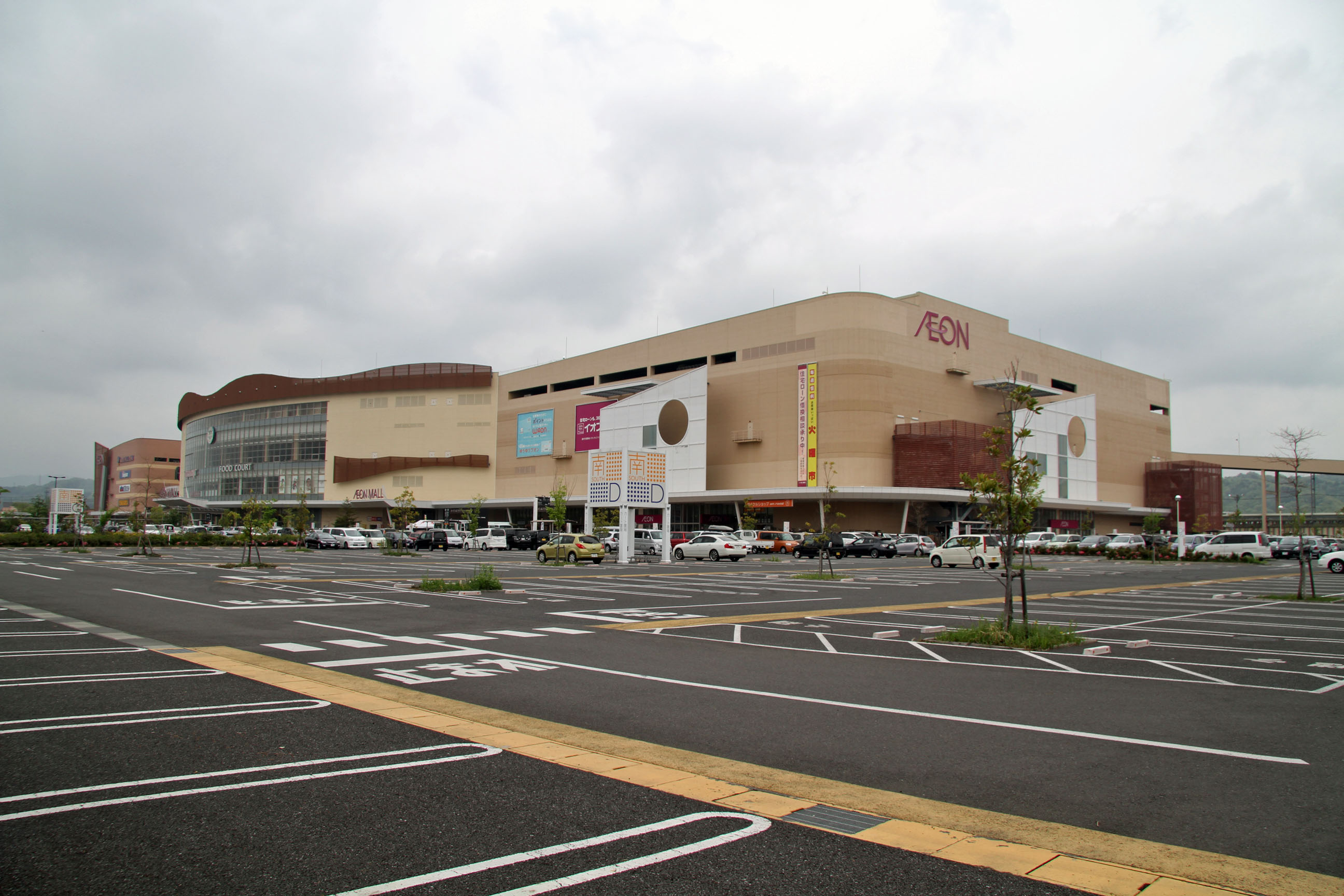
イオンモール日の出

- オリンパスメディカルシステムズ 日の出工場
- 協同乳業 東京工場/研究所
- 世紀東急工業 多摩合材工場
- 太平洋セメント 西多摩事務所
- 太平洋プレコン工業 日の出工場
- 相馬光学 本社/工場
- 西武信用金庫 日の出支店 - 町指定金融機関[5]

### 商業施設
- イオンモール日の出

## 警察・消防

### 警察
警視庁
- 五日市警察署
  - 本宿駐在所（平井）
  - 平井駐在所（平井）
  - 坂本駐在所（大久野）
  - 細尾駐在所（大久野）
  - 堀口橋駐在所（大久野）

### 消防
町内には消防署もその出張所もないが、あきる野市町境から100メートルのあきる野市伊奈に東京消防庁秋川消防署があり、当町はその管轄区域である。

## 主な施設
- 廃棄物広域処分場

「三多摩地域廃棄物広域処分組合」（略称「処分組合」）（現、東京たま広域資源循環組合）によって設置。当町は同組合には所属していない。1984年に供用開始された「谷戸沢廃棄物広域処分場」が満杯のため（1998年埋め立て終了）、新たに「二ツ塚廃棄物広域処分場」の設置が計画された。これに対し、環境汚染を心配した住民が反対運動や訴訟を起こすが、組合側も土地収用法を適用するなど対抗し、1998年に供用開始された。現在、25市1町の廃棄物受け入れをしている。
- ひので斎場

主な病院
- 大久野病院
- 日の出ヶ丘病院

## 教育

### 小学校
- 日の出町立大久野小学校
- 日の出町立平井小学校
- 日の出町立本宿小学校

### 中学校
- 日の出町立大久野中学校
- 日の出町立平井中学校

### 大学
- 亜細亜大学日の出キャンパス（主に運動用のキャンパスとなっている）

## 交通

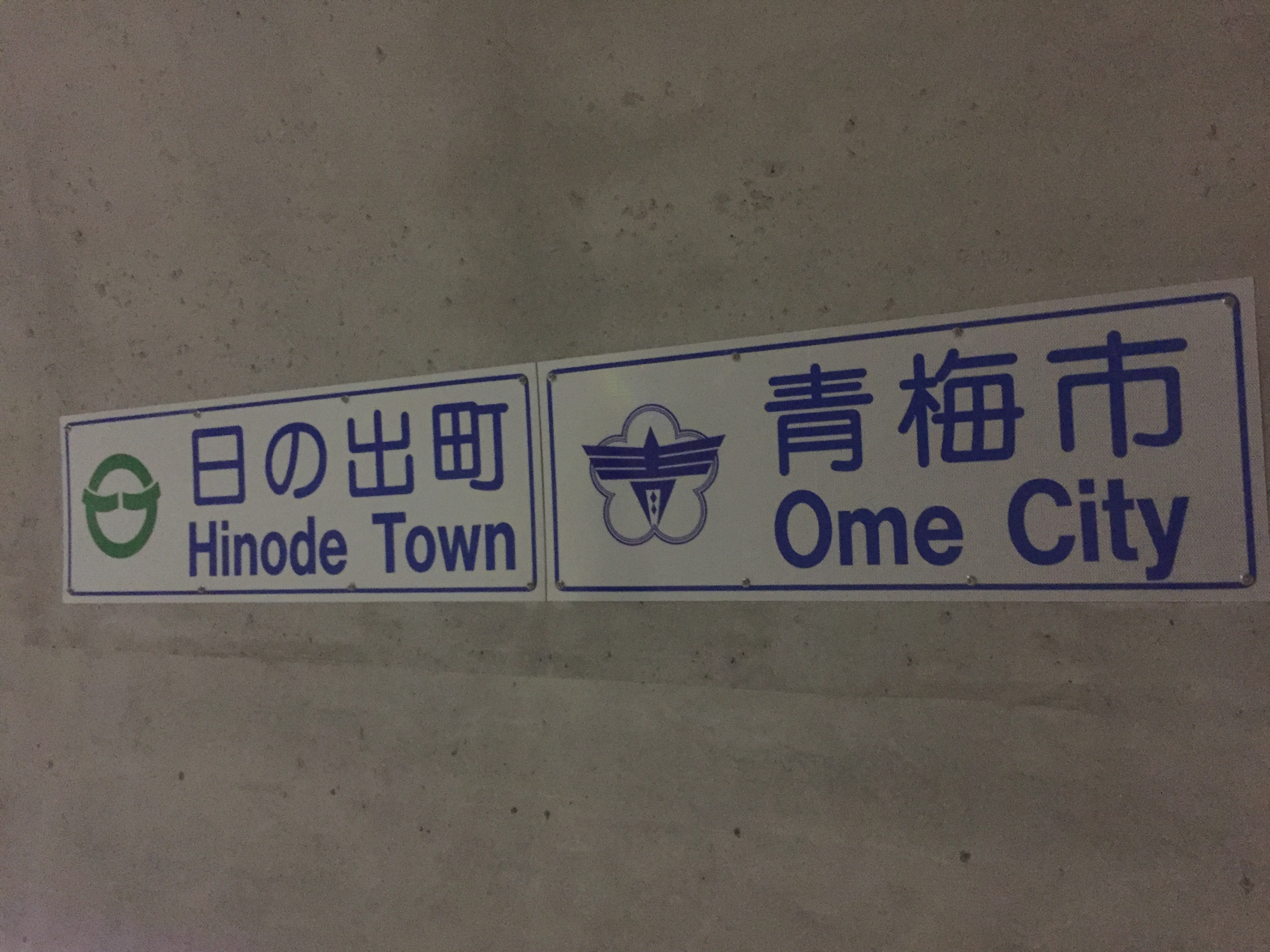
梅ヶ谷トンネル内にある青梅市・日の出町境

### 鉄道
現在は町内に鉄道の路線や駅はない。ただし、人口の集中するかなりの地域から、隣接するあきる野市にあるJR東日本五日市線の武蔵五日市駅、武蔵増戸駅、武蔵引田駅、秋川駅の各駅までは十分に徒歩圏（それぞれ、駅から市町境界まで500～600メートル程度）であり、最寄の鉄道駅として利用されている。また五日市線を利用しても東京都心へは1時間半ほどで行ける。
かつてセメント輸送のため、武蔵五日市駅 - 大久野駅 - 武蔵岩井駅間に国鉄五日市線（当時）の支線（岩井支線）が営業していたが、1971年に旅客営業が廃止、1982年には貨物営業も中止され廃線となった。

### 路線バス
- 武蔵五日市、福生、秋川などへ西東京バスの路線バスが走っている。

### コミュニティバス
- 2001年の「ひのでユートピア号」から現行の「ぐるりーんひのでちゃん」まで、運行形態と愛称をたびたび変えながら運行されているが、運行委託先は一貫して西東京バス五日市営業所である。詳細は日の出町コミュニティバスを参照。

### 道路
高速道路
- 首都圏中央連絡自動車道
  - 日の出IC

主要地方道
- 東京都道31号青梅あきる野線（秋川街道）

一般都道
- 東京都道165号伊奈福生線
- 東京都道184号奥多摩あきる野線
- 東京都道185号山田平井線
- 東京都道238号大久野青梅線
- 東京都道251号青梅日の出線

## 郵便番号
- 郵便番号は以下の通りである。
  - 190-0181 (8Q7XQ669+M8)
  - 190-0182 (8Q7XP7W9+8H)
  - 190-0192 (8Q7XP7R4+WW)

あきる野郵便局（あきる野市）：190-018x

## 祭事・催事・名所・旧跡・レジャー施設

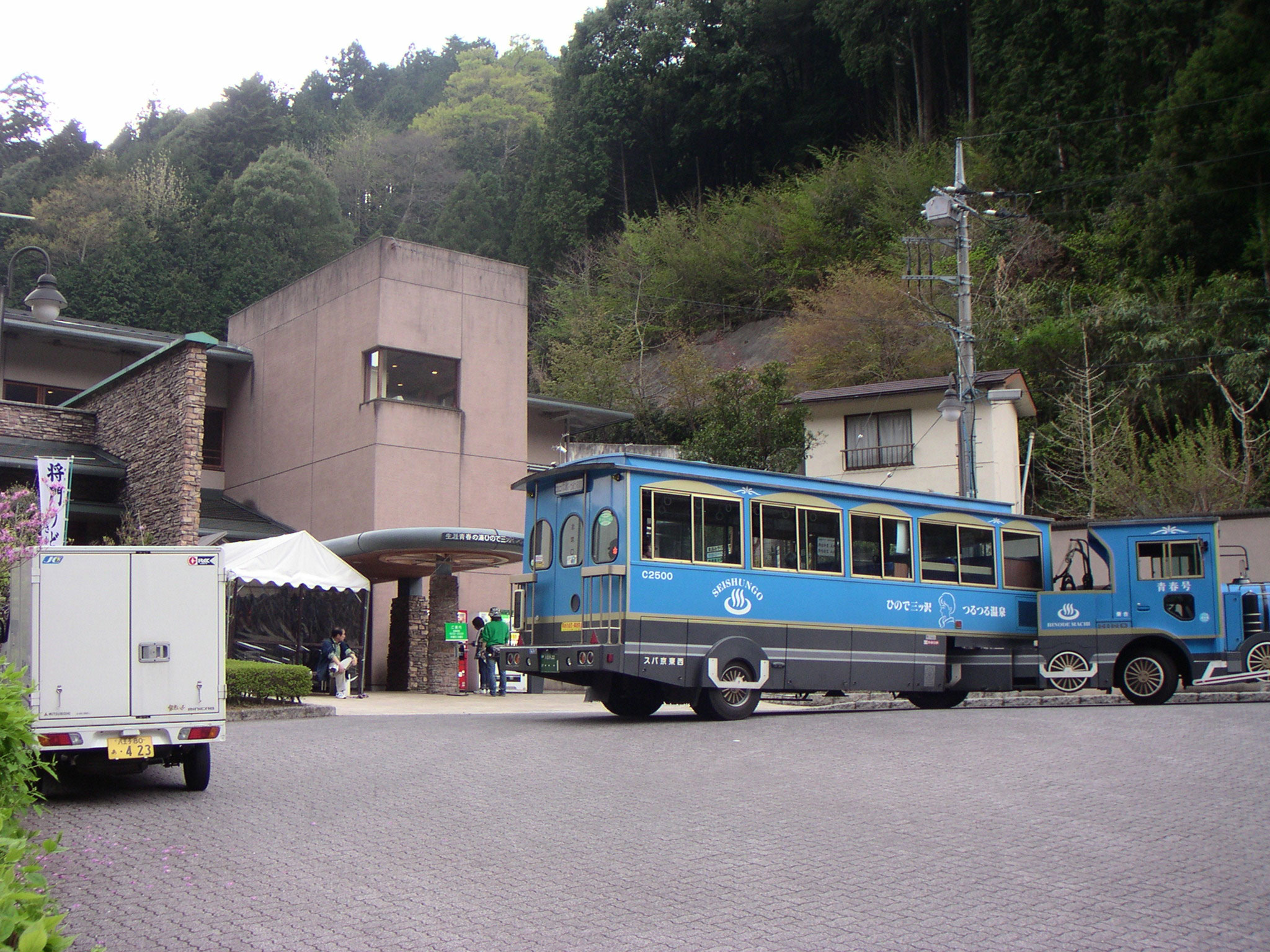
ひので三ツ沢つるつる温泉

- 幸神神社のシダレアカシデ － 大久野地区の幸神神社境内に生育するシダレアカシデの古木。1942年、国の天然記念物に指定。
- ひので三ツ沢つるつる温泉 － 1994年に湧出した大久野地区にある温泉。天然アルカリ性温泉。御岳山や日の出山などの登山客の拠点基地としても機能している[6]。アクセスとして武蔵五日市駅からSL列車を模したトレーラーバス「青春号」が運行していた。初代は2007年9月17日で運行を終了し、2代目は同年11月30日より運行開始したが、老朽化のため2023年3月31日をもって運行を終了[7]となり、以降は一般型の路線バスで運行されている。なお、列車型の連絡バスはかつてこの地を結んでいた五日市線岩井支線に由来する。
- 日の出山荘 - かつて中曽根康弘が所有していた別荘。2007年から一般開放されている。
- 鳳凰の舞 - 2006年3月15日、国の重要無形民俗文化財に指定された。
- 寶光寺 - 文明10年（1478年）、ご開山以船文済和尚が塩澤の地で、天台宗の寺院であった菩提院を改宗し、曹洞宗の寺院として寳光寺を建立した。
- 鹿野大仏（鹿野大佛） - 2018年（平成30年）4月に、寶光寺境内、鹿野山に造立。

## 出身者
- 青木國太郎 - 元日の出町長
- 安藤なつ - お笑い芸人（メイプル超合金）
- ジョン - お笑い芸人（スパイシーガーリック）
- 高橋彩織 - 女子プロサッカー選手。 日テレ・ベレーザ（なでしこリーグ）
- 西本はるか - タレント・グラビアアイドル（元パイレーツ）
- 馬場鉄志 - フリーアナウンサー（元関西テレビアナウンサー）
- 渡邉晋 - 元プロサッカー選手

## 日の出町を舞台にした作品
- 高校生レストラン - 町内にロケ地となったレストランが建てられている[8]。